# Moc srebra
Moc srebra (tyt. oryg. ang. Spinning Silver) – powieść fantasy amerykańskiej pisarki Naomi Novik. Wydana w 2018 przez wydawnictwo Del Rey (ISBN 978-1509899012), a w Polsce przez wydawnictwo Rebis w tłumaczeniu Zbigniewa A. Królickiego (ISBN 978-83-8062-459-7).
Powieść zdobyła w 2019 nagrodę Locusa dla najlepszej powieści fantasy. Była także nominowana do nagród Hugo i Nebula.
Fragment powieści został w 2016 r. opublikowany w antologii The Starlit Wood, a potem rozbudowany do rozmiarów powieści.

## Fabuła
Akcja rozgrywa się w fikcyjnym kraju Lithvas. Ojciec młodej Żydówki Mirjem jest lichwiarzem, ale interesy kiepsko mu idą. Kiedy jej matka zaczyna chorować, dziewczyna przejmuje firmę od ojca. Jest zimna i stanowcza, więc zaczyna odnosić sukcesy. Ale gdy pewnego dnia za pożyczone od swego dziadka pięć kopiejek w srebrze oddaje dług w złocie rozchodzi się plotka o dziewczynie, która potrafi zamienić srebro w złoto. Mirjem zaczyna się interesować król Starzyków – tajemniczych i groźnych istot, obdarzonych nadnaturalnymi mocami.

## Konteksty
Powieść oparta na motywach baśni braci Grimm i postaci Rumpelstiltskina.